# Carruanthus
Genre
Classification phylogénétique
Carruanthus (Schwantes) Schwantes est un genre de plante de la famille des Aizoaceae.
Carruanthus (Schwantes) Schwantes, in Z. Sukkulentenk. 2: 181 (1926), in obs. ; in Z. Sukkulentenk. 3: 106 (1927)
Type : Carruanthus caninus (Lam.) Schwantes (Mesembryanthemum caninum Lam.)
Synonymie :
- [ basionyme ] Bergeranthus subg. Carruanthus Schwantes,

## Liste des espèces
- Carruanthus albidus Schwantes
- Carruanthus caninus (Lam.) Schwantes
- Carruanthus cookii Schwantes
- Carruanthus paucidentatus Graessn.
- Carruanthus peersii L.Bolus
- Carruanthus ringens (L.) Boom